# Акцензи
Акцензи (лат. accensus) су ненаоружани припадници посебне центурије из првог периода Римске републике. Према Титу Ливију служили су за допуну тешке пешадије, а по модерној историографији били су органи војне управе - писари и интенданти, а и ордонанси (курири) старешина. У војсци нестају брзо, али се задржавају као органи високих државних цивилних функционера.